# بوکایس
بوکایس (به عربی: بوکایس) یک شهرداری در الجزایر است که در ناحیه لحمر واقع شده‌است. بوکایس ۱٬۷۶۰ کیلومتر مربع مساحت و ۹۷۰ نفر جمعیت دارد و ۸۵۱ متر بالاتر از سطح دریا واقع شده‌است.